# Via Dolorosa
Via Dolorosa (Smertens Vej, også kaldet Korsets Vej) er en vej i Jerusalems gamle bydel. Traditionelt anses det som den rute, Jesus gik på vejen til sin korsfæstelse, som det fortælles om i Biblen. Via Dolorosa er afmærket med 9 af de 14 "korsvejsstationer" (de resterende fem er inde i Gravkirken).
De ni stationer på Via Dolorosa er:
1. Hvor Jesus dømmes til døden.
2. Hvor Jesus gives korset.
3. Hvor Jesus falder for første gang.
4. Hvor Jesus møder sin mor, Maria.
5. Hvor Simon fra Kyrene hjælper med at bære korset.
6. Hvor Veronika tørrer sveden af Jesu ansigt.
7. Hvor Jesus falder for anden gang.
8. Hvor Jesus taler til Jerusalems døtre, der græder og jamrer.
9. Hvor Jesus falder for tredje gang.

Disse ni følger Jesu lidelsesberetning.
Mens mange gadenavne i Jerusalem er oversat til engelsk, hebraisk og arabisk, har Via Dolorosa altid blot været kendt under sit latinske navn.